# تاکاهیرو (نویسنده)
تاکاهیرو (انگلیسی: Takahiro؛ زادهٔ ۱۹۸۱ (۴۳–۴۴ سال)) نویسنده، فیلم‌نامه‌نویس اهل ژاپن است.